# موتور پنوماتیک

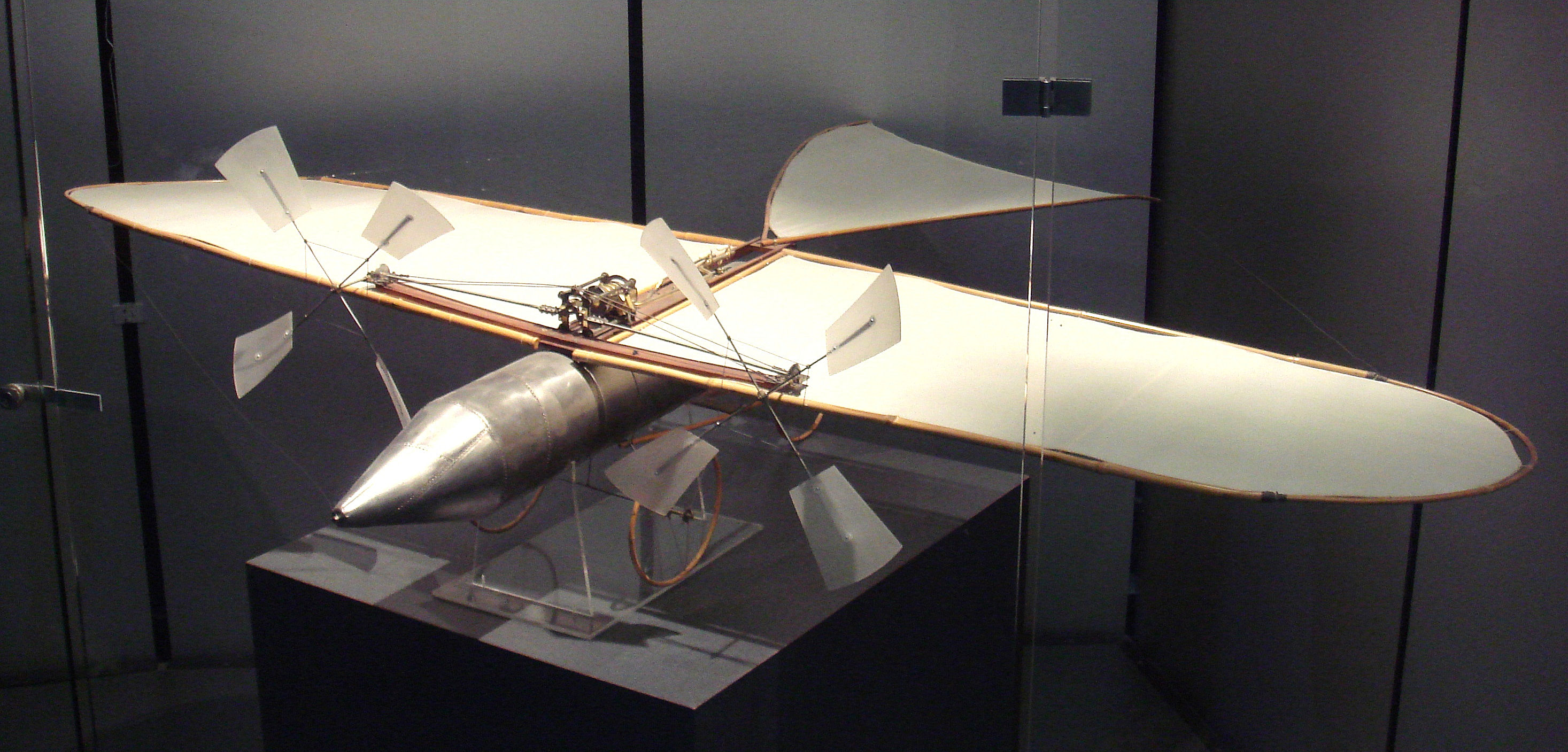
هواپیمای ویکتور تاتین در سال ۱۸۷۹ از یک موتور هوای فشرده برای رانش استفاده می‌کرد. صنایع دستی اصلی، در موزه هوا و فضای فضایی

موتور پنوماتیک یا موتور هوای فشرده نوعی از موتور است که با هوای فشرده کار می‌کند و انرژی مکانیکی خود را از انبساط هوای فشرده می‌گیرد. موتورهای پنوماتیک به‌طور کلی انرژی هوای فشرده را به ماشین در سراسر موتور خطی یا چرخشی تبدیل می‌کنند. موتور خطی (طولی) می‌تواند از دیافراگم یا محرک پیستون ساخته شده باشد. در حالی که موتور چرخشی از موتور هوایی بادنما، موتور هوایی پیستون، توربین هوایی یا چرخ دنده موتور ساخته شده‌است.
موتورهای هوایی در شکل‌های متفاوت از دو قرن پیش وجود دارند؛ که در اندازه‌های موتورهای دستی یا ماشینی با چند صد اسب بخار دسته‌بندی شده‌است. بعضی از انواع آن به پیستون و سیلندر بستگی دارد. بقیه به شکاف چرخان یا بادنماها (موتورهای بادنما) بستگی دارد و بقیه از توربین‌ها استفاده می‌کنند، بسیاری از ماشین‌های فشرده‌کننده هوا عملکردشان به وسیله گرمای هوای وارد شده یا موتورشان تقویت می‌شود.
موتورهای هوایی (بادی) در صنعت ابزار دستی موفقیت گسترده ایی داشته‌اند. اما در سطح محدود در خواست‌های صنعتی ساکن و غیر متحرک استفاده شده‌اند. تلاش‌های همیشگی می‌شود تا برای صنعت حمل و نقل در حد گسترده استفاده شوند. هر چند موتورهای هوایی در صنعت حمل و نقل برای اینکه به عنوان یک مورد با دوام شناخته بشود باید بر بی‌کیفیتی اش غلبه کند.

## خطی
برای دستیابی به حرکت خطی از هوای فشرده، سیستم پیستون بیشترین استفاده را دارد. هوای فشرده به یک محفظه هوای فشرده که شفت پیستونی را می‌چسبانید، تغذیه می‌شود. همچنین در داخل این محفظه، در اطراف شفت پیستون بهار می‌چرخد تا محفظه کاملاً باز شود، در حالی که هوا به داخل اتاق تزریق نمی‌شود. همان‌طور که هوا به داخل محفظه تغذیه می‌شود نیرو بر روی شفت پیستون بر نیرویی که بر روی بهار اعمال می‌شود غلبه می‌کند. همان‌طور که هوا بیشتر به محفظه تغذیه می‌شود، فشار افزایش می‌یابد و پیستون شروع به حرکت در اتاق می‌کند. هنگامی که حداکثر طول آن حداکثر می‌رسد، فشار هوا از محفظه آزاد می‌شود و بهار را به پایان می‌رساند و بسته را خاموش می‌کند تا به موقعیت اصلی خود بازگردد.
موتورهای پیستونی اغلب در سیستم‌های هیدرولیک استفاده می‌شوند. اساساً، موتورهای پیستونی همانند موتورهای هیدرولیکی هستند، به جز آن‌ها برای تبدیل انرژی هیدرولیک به انرژی مکانیکی استفاده می‌شود.
موتورهای پیستونی اغلب در سری دو، سه، چهار، پنج یا شش سیلندر استفاده می‌شود که در یک محفظه قرار می‌گیرند. این اجازه می‌دهد تا نیروی بیشتری توسط پیستون تحویل داده شود، زیرا موتورهای چندگانه در زمانهای مشخصی از چرخه خود همگام با یکدیگر هستند.

## موتور توربین روتاری
یک نوع موتور پنوماتیک که به عنوان یک موتور توربو دوار شناخته می‌شود، از هوا برای تولید چرخشی به یک شافت استفاده می‌کند. عنصر چرخشی یک روتور شکاف است که بر روی شفت درایو نصب می‌شود. هر اسلات روتور با یک تکه مستطیلی کشویی آزاد می‌شود. انحناها با توجه به طراحی موتور، به دیوارهای مسکونی با استفاده از چشمه‌ها، عمل طب مکمل یا فشار هوا گسترش می‌یابد. هوا از طریق ورودی موتور حرکت می‌کند که بر روی لبه‌ها حرکت می‌کند و حرکت چرخشی شفت مرکزی را ایجاد می‌کند. سرعت چرخش می‌تواند بین ۱۰۰ تا ۲۵۰۰۰ دور در دقیقه بسته به عوامل متعددی که شامل مقدار فشار هوا در ورودی موتور و قطر محفظه.
یک برنامه کاربردی برای موتورهای هواپیما نوعی موتور دیزلی یا گاز طبیعی صنعتی است. انرژی ذخیره شده به شکل هوای فشرده، نیتروژن یا گاز طبیعی وارد محفظه موتور مهر و موم شده و فشار را در برابر لبه‌های یک روتور. این باعث می‌شود که روتور با سرعت بالا تبدیل شود. از آنجا که فلاش چرخ موتور نیاز به مقدار زیادی گشتاور برای شروع موتور، استفاده از چرخ دنده‌ها استفاده می‌شود. چرخ دنده‌های کاهش می‌دهد سطح گشتاور بالا با مقادیر کمتر از ورود انرژی. این چرخ دنده‌ها اجازه می‌دهد تا گشتاور کافی تولید شده توسط چرخ دنده موتور در حالی که توسط چرخ دنده، دنده موتور هوا یا هوا شروع.